# Okręg wyborczy nr 10 do Sejmu Rzeczypospolitej Polskiej
Okręg wyborczy nr 10 do Sejmu Rzeczypospolitej Polskiej obejmuje obszar miast na prawach powiatu Piotrkowa Trybunalskiego i Skierniewic oraz powiatów bełchatowskiego, opoczyńskiego, piotrkowskiego, radomszczańskiego, rawskiego, skierniewickiego i tomaszowskiego (województwo łódzkie). W obecnym kształcie został utworzony w 2001. Wybieranych jest w nim 9 posłów w systemie proporcjonalnym.
Siedzibą okręgowej komisji wyborczej jest Piotrków Trybunalski.

## Wyniki wyborów
| Podział 9 mandatów: SLD–UP: 4 Samoobrona: 2 PSL: 1 PO: 1 LPR: 1 |

| Podział 9 mandatów: SLD: 1 Samoobrona: 2 PSL: 1 PO: 1 PiS: 3 LPR: 1 |

| Podział 9 mandatów: LiD: 1 PSL: 1 PO: 3 PiS: 4 |

| Podział 9 mandatów: SLD: 1 RP: 1 PSL: 1 PO: 2 PiS: 4 |

| Podział 9 mandatów: K’15: 1 PO: 2 PiS: 6 |

| Podział 9 mandatów: SLD: 1 KO: 1 PSL: 1 PiS: 6 |

| Podział 9 mandatów: KO: 2 TD: 1 PiS: 6 |

## Reprezentanci okręgu
| Sejm | Rok  | Poseł KW           | Poseł KW             | Poseł KW           | Poseł KW                                      | Poseł KW             | Poseł KW                         | Poseł KW     | Poseł KW             | Poseł KW            | Poseł KW         | Poseł KW            | Poseł KW                | Poseł KW | Poseł KW           | Poseł KW | Poseł KW                  | Poseł KW | Poseł KW       |
| ---- | ---- | ------------------ | -------------------- | ------------------ | --------------------------------------------- | -------------------- | -------------------------------- | ------------ | -------------------- | ------------------- | ---------------- | ------------------- | ----------------------- | -------- | ------------------ | -------- | ------------------------- | -------- | -------------- |
| IV   | 2001 |                    | Z. Sobotka SLD–UP    |                    | R. Jagieliński SLD–UP                         |                      | Z. Musiał SLD–UP                 |              | J. Wojciechowski PSL |                     | B. Bujak SLD–UP  |                     | S. Łyżwiński Samoobrona |          | E. Radziszewska PO |          | D. Kwaśniewska Samoobrona |          | T. Kędziak LPR |
| IV   | 2004 | K. Ozga PSL        | Z. Sobotka SLD–UP    |                    | R. Jagieliński SLD–UP                         |                      | Z. Musiał SLD–UP                 |              |                      |                     | B. Bujak SLD–UP  |                     | S. Łyżwiński Samoobrona |          | E. Radziszewska PO |          | D. Kwaśniewska Samoobrona |          | T. Kędziak LPR |
| V    | 2005 | K. Ozga PSL        |                      | M. Jurek PiS       | A. Ostrowski SLD (2005) LiD (2007) SLD (2011) |                      | K. Maciejewski PiS               |              | D. Seliga PiS        | H. Molka Samoobrona | A. Masin LPR     |                     | S. Łyżwiński Samoobrona |          | E. Radziszewska PO |          |                           |          |                |
| VI   | 2007 | A. Macierewicz PiS |                      | S. Witaszczyk PSL  | A. Ostrowski SLD (2005) LiD (2007) SLD (2011) |                      | K. Maciejewski PiS               | R. Telus PiS | D. Seliga PiS        |                     | W. Kula PO       |                     | J. Zacharewicz PO       |          | E. Radziszewska PO |          |                           |          |                |
| VI   | 2010 | A. Macierewicz PiS | D. Rutkowska PO      | S. Witaszczyk PSL  | A. Ostrowski SLD (2005) LiD (2007) SLD (2011) |                      | K. Maciejewski PiS               | R. Telus PiS | D. Seliga PiS        |                     |                  |                     | J. Zacharewicz PO       |          | E. Radziszewska PO |          |                           |          |                |
| VII  | 2011 | A. Macierewicz PiS | D. Rutkowska PO      |                    | A. Ostrowski SLD (2005) LiD (2007) SLD (2011) | M. Witko PiS         | K. Ozga PSL                      | R. Telus PiS | D. Seliga PiS        |                     | M. Domaracki RP  |                     |                         |          | E. Radziszewska PO |          |                           |          |                |
| VII  | 2014 | A. Macierewicz PiS | D. Rutkowska PO      | K. Maciejewski PiS | A. Ostrowski SLD (2005) LiD (2007) SLD (2011) |                      | K. Ozga PSL                      | R. Telus PiS | D. Seliga PiS        |                     | M. Domaracki RP  |                     |                         |          | E. Radziszewska PO |          |                           |          |                |
| VIII | 2015 | A. Macierewicz PiS | D. Rutkowska PO      | K. Maciejewski PiS |                                               | G. Wojciechowski PiS |                                  | R. Telus PiS | A. Milczanowska PiS  | D. Kubiak PiS       |                  | R. Wójcikowski K’15 |                         |          | E. Radziszewska PO |          |                           |          |                |
| VIII | 2017 | A. Macierewicz PiS | D. Rutkowska PO      | K. Maciejewski PiS | M. Janowska K’15 (2015) PiS (2019)            | G. Wojciechowski PiS |                                  | R. Telus PiS | A. Milczanowska PiS  | D. Kubiak PiS       |                  |                     |                         |          | E. Radziszewska PO |          |                           |          |                |
| VIII | 2018 | A. Macierewicz PiS | D. Rutkowska PO      | K. Maciejewski PiS | M. Janowska K’15 (2015) PiS (2019)            | G. Lorek PiS         |                                  | R. Telus PiS | A. Milczanowska PiS  | D. Kubiak PiS       |                  |                     |                         |          | E. Radziszewska PO |          |                           |          |                |
| IX   | 2019 | A. Macierewicz PiS | G. Wojciechowski PiS |                    | M. Janowska K’15 (2015) PiS (2019)            | G. Lorek PiS         | D. Klimczak PSL (2019) TD (2023) | R. Telus PiS | A. Milczanowska PiS  |                     | C. Grabarczyk KO |                     | A. Sowińska SLD         |          |                    |          |                           |          |                |
| X    | 2023 | A. Macierewicz PiS | P. Sałek PiS         |                    | B. Wołoszański KO                             | G. Lorek PiS         | D. Klimczak PSL (2019) TD (2023) | R. Telus PiS | A. Milczanowska PiS  |                     | A. Witczak KO    | K. Ciecióra PiS     |                         |          |                    |          |                           |          |                |

### Wybory parlamentarne 2001
| Komitet wyborczy                                      | Komitet wyborczy                              | Głosów | %     | Mandaty | Wybrani posłowie                                                   |
| ----------------------------------------------------- | --------------------------------------------- | ------ | ----- | ------- | ------------------------------------------------------------------ |
|                                                       | KKW Sojusz Lewicy Demokratycznej – Unia Pracy | 96 957 | 39,70 | 4       | Zbigniew Sobotka, Roman Jagieliński, Zbigniew Musiał, Bogdan Bujak |
|                                                       | Samoobrona Rzeczpospolitej Polskiej           | 38 832 | 15,90 | 2       | Stanisław Łyżwiński, Dorota Kwaśniewska                            |
|                                                       | Polskie Stronnictwo Ludowe                    | 36 400 | 14,91 | 1       | Janusz Wojciechowski, Krystyna Ozga                                |
|                                                       | KWW Platforma Obywatelska                     | 20 342 | 8,33  | 1       | Elżbieta Radziszewska                                              |
|                                                       | Liga Polskich Rodzin                          | 18 283 | 7,49  | 1       | Tadeusz Kędziak                                                    |
|                                                       | Prawo i Sprawiedliwość                        | 15 429 | 6,32  | –       |                                                                    |
|                                                       | KKW Akcja Wyborcza Solidarność Prawicy        | 11 722 | 4,80  | –       |                                                                    |
|                                                       | Unia Wolności                                 | 3980   | 1,63  | –       |                                                                    |
|                                                       | Polska Partia Socjalistyczna                  | 1041   | 0,43  | –       |                                                                    |
|                                                       | Alternatywa Ruch Społeczny                    | 951    | 0,39  | –       |                                                                    |
|                                                       | Polska Wspólnota Narodowa                     | 268    | 0,11  | –       |                                                                    |
| Frekwencja: 44,73% Źródło: Państwowa Komisja Wyborcza |                                               |        |       |         |                                                                    |

Poniższa tabela przedstawia podział mandatów dla komitetów wyborczych na podstawie uzyskanych głosów, a następnie obliczonych ilorazów wyborczych na podstawie zmodyfikowanej metody Sainte-Laguë.
| Podział mandatów dla komitetów wyborczych na podstawie zmodyfikowanej metody Sainte-Laguë | Podział mandatów dla komitetów wyborczych na podstawie zmodyfikowanej metody Sainte-Laguë | Podział mandatów dla komitetów wyborczych na podstawie zmodyfikowanej metody Sainte-Laguë | Podział mandatów dla komitetów wyborczych na podstawie zmodyfikowanej metody Sainte-Laguë | Podział mandatów dla komitetów wyborczych na podstawie zmodyfikowanej metody Sainte-Laguë | Podział mandatów dla komitetów wyborczych na podstawie zmodyfikowanej metody Sainte-Laguë | Podział mandatów dla komitetów wyborczych na podstawie zmodyfikowanej metody Sainte-Laguë | Podział mandatów dla komitetów wyborczych na podstawie zmodyfikowanej metody Sainte-Laguë | Podział mandatów dla komitetów wyborczych na podstawie zmodyfikowanej metody Sainte-Laguë | Podział mandatów dla komitetów wyborczych na podstawie zmodyfikowanej metody Sainte-Laguë | Podział mandatów dla komitetów wyborczych na podstawie zmodyfikowanej metody Sainte-Laguë | Podział mandatów dla komitetów wyborczych na podstawie zmodyfikowanej metody Sainte-Laguë | Podział mandatów dla komitetów wyborczych na podstawie zmodyfikowanej metody Sainte-Laguë |
| Komitet wyborczy                                                                          | Komitet wyborczy                                                                          | Liczba głosów                                                                             | Iloraz wyborczy                                                                           | Iloraz wyborczy                                                                           | Iloraz wyborczy                                                                           | Iloraz wyborczy                                                                           | Iloraz wyborczy                                                                           | Iloraz wyborczy                                                                           | Iloraz wyborczy                                                                           | Mandaty                                                                                   | TP                                                                                        |                                                                                           |
| Komitet wyborczy                                                                          | Komitet wyborczy                                                                          | Liczba głosów                                                                             | /1,4                                                                                      | /3                                                                                        | /5                                                                                        | /7                                                                                        | /9                                                                                        | ...                                                                                       | /17                                                                                       | Mandaty                                                                                   | TP                                                                                        |                                                                                           |
| ----------------------------------------------------------------------------------------- | ----------------------------------------------------------------------------------------- | ----------------------------------------------------------------------------------------- | ----------------------------------------------------------------------------------------- | ----------------------------------------------------------------------------------------- | ----------------------------------------------------------------------------------------- | ----------------------------------------------------------------------------------------- | ----------------------------------------------------------------------------------------- | ----------------------------------------------------------------------------------------- | ----------------------------------------------------------------------------------------- | ----------------------------------------------------------------------------------------- | ----------------------------------------------------------------------------------------- | ----------------------------------------------------------------------------------------- |
|                                                                                           | KKW Sojusz Lewicy Demokratycznej – Unia Pracy                                             | 96 957                                                                                    | 69 255                                                                                    | 32 319                                                                                    | 19 391                                                                                    | 13 851                                                                                    | 10 773                                                                                    | ...                                                                                       | 5703                                                                                      | 4                                                                                         | 3,82                                                                                      |                                                                                           |
|                                                                                           | Samoobrona Rzeczpospolitej Polskiej                                                       | 38 832                                                                                    | 27 737                                                                                    | 12 944                                                                                    | 7766                                                                                      | 5547                                                                                      | 4315                                                                                      | ...                                                                                       | 2284                                                                                      | 2                                                                                         | 1,54                                                                                      |                                                                                           |
|                                                                                           | Polskie Stronnictwo Ludowe                                                                | 36 400                                                                                    | 26 000                                                                                    | 12 133                                                                                    | 7280                                                                                      | 5200                                                                                      | 4044                                                                                      | ...                                                                                       | 2141                                                                                      | 1                                                                                         | 1,45                                                                                      |                                                                                           |
|                                                                                           | KWW Platforma Obywatelska                                                                 | 20 342                                                                                    | 14 530                                                                                    | 6781                                                                                      | 4068                                                                                      | 2906                                                                                      | 2260                                                                                      | ...                                                                                       | 1197                                                                                      | 1                                                                                         | 0,81                                                                                      |                                                                                           |
|                                                                                           | Liga Polskich Rodzin                                                                      | 18 283                                                                                    | 13 059                                                                                    | 6094                                                                                      | 3657                                                                                      | 2612                                                                                      | 2031                                                                                      | ...                                                                                       | 1075                                                                                      | 1                                                                                         | 0,73                                                                                      |                                                                                           |
|                                                                                           | Prawo i Sprawiedliwość                                                                    | 15 429                                                                                    | 11 021                                                                                    | 5143                                                                                      | 3086                                                                                      | 2204                                                                                      | 1714                                                                                      | ...                                                                                       | 908                                                                                       | 0                                                                                         | 0,61                                                                                      |                                                                                           |
| Ogółem                                                                                    | Ogółem                                                                                    | 226 243                                                                                   | —                                                                                         | —                                                                                         | —                                                                                         | —                                                                                         | —                                                                                         | —                                                                                         | —                                                                                         | 9                                                                                         | 9                                                                                         |                                                                                           |

### Wybory parlamentarne 2005
| Komitet wyborczy                                      | Komitet wyborczy                        | Głosów | %     | Mandaty | Wybrani posłowie                                   |
| ----------------------------------------------------- | --------------------------------------- | ------ | ----- | ------- | -------------------------------------------------- |
|                                                       | Prawo i Sprawiedliwość                  | 51 840 | 23,26 | 3       | Marek Jurek, Krzysztof Maciejewski, Dariusz Seliga |
|                                                       | Samoobrona Rzeczpospolitej Polskiej     | 48 034 | 21,56 | 2       | Stanisław Łyżwiński, Halina Molka                  |
|                                                       | Platforma Obywatelska RP                | 34 159 | 15,33 | 1       | Elżbieta Radziszewska                              |
|                                                       | Sojusz Lewicy Demokratycznej            | 24 967 | 11,20 | 1       | Artur Ostrowski                                    |
|                                                       | Polskie Stronnictwo Ludowe              | 24 065 | 10,80 | 1       | Krystyna Ozga                                      |
|                                                       | Liga Polskich Rodzin                    | 20 185 | 9,06  | 1       | Arnold Masin                                       |
|                                                       | Socjaldemokracja Polska                 | 6290   | 2,82  | –       |                                                    |
|                                                       | Partia Demokratyczna – demokraci.pl     | 3920   | 1,76  | –       |                                                    |
|                                                       | Platforma Janusza Korwin-Mikke          | 3240   | 1,45  | –       |                                                    |
|                                                       | Polska Partia Pracy                     | 1942   | 0,87  | –       |                                                    |
|                                                       | Centrum                                 | 1113   | 0,50  | –       |                                                    |
|                                                       | KWW – Ogólnopolska Koalicja Obywatelska | 839    | 0,38  | –       |                                                    |
|                                                       | Polska Partia Narodowa                  | 738    | 0,33  | –       |                                                    |
|                                                       | Inicjatywa RP                           | 705    | 0,32  | –       |                                                    |
|                                                       | Polska Konfederacja – Godność i Praca   | 418    | 0,19  | –       |                                                    |
|                                                       | Narodowe Odrodzenie Polski              | 380    | 0,17  | –       |                                                    |
| Frekwencja: 39,31% Źródło: Państwowa Komisja Wyborcza |                                         |        |       |         |                                                    |

Poniższa tabela przedstawia podział mandatów dla komitetów wyborczych na podstawie uzyskanych głosów, a następnie obliczonych ilorazów wyborczych na podstawie metody D’Hondta.
| Podział mandatów dla komitetów wyborczych na podstawie metody D’Hondta | Podział mandatów dla komitetów wyborczych na podstawie metody D’Hondta | Podział mandatów dla komitetów wyborczych na podstawie metody D’Hondta | Podział mandatów dla komitetów wyborczych na podstawie metody D’Hondta | Podział mandatów dla komitetów wyborczych na podstawie metody D’Hondta | Podział mandatów dla komitetów wyborczych na podstawie metody D’Hondta | Podział mandatów dla komitetów wyborczych na podstawie metody D’Hondta | Podział mandatów dla komitetów wyborczych na podstawie metody D’Hondta | Podział mandatów dla komitetów wyborczych na podstawie metody D’Hondta | Podział mandatów dla komitetów wyborczych na podstawie metody D’Hondta | Podział mandatów dla komitetów wyborczych na podstawie metody D’Hondta |
| Komitet wyborczy                                                       | Komitet wyborczy                                                       | Liczba głosów                                                          | Iloraz wyborczy                                                        | Iloraz wyborczy                                                        | Iloraz wyborczy                                                        | Iloraz wyborczy                                                        | Iloraz wyborczy                                                        | Iloraz wyborczy                                                        | Mandaty                                                                | TP                                                                     |
| Komitet wyborczy                                                       | Komitet wyborczy                                                       | Liczba głosów                                                          | /1                                                                     | /2                                                                     | /3                                                                     | /4                                                                     | ...                                                                    | /9                                                                     | Mandaty                                                                | TP                                                                     |
| ---------------------------------------------------------------------- | ---------------------------------------------------------------------- | ---------------------------------------------------------------------- | ---------------------------------------------------------------------- | ---------------------------------------------------------------------- | ---------------------------------------------------------------------- | ---------------------------------------------------------------------- | ---------------------------------------------------------------------- | ---------------------------------------------------------------------- | ---------------------------------------------------------------------- | ---------------------------------------------------------------------- |
|                                                                        | Prawo i Sprawiedliwość                                                 | 51 840                                                                 | 51 840                                                                 | 25 920                                                                 | 17 280                                                                 | 12 960                                                                 | ...                                                                    | 5760                                                                   | 3                                                                      | 2,30                                                                   |
|                                                                        | Samoobrona Rzeczpospolitej Polskiej                                    | 48 034                                                                 | 48 034                                                                 | 24 017                                                                 | 16 011                                                                 | 12 009                                                                 | ...                                                                    | 5337                                                                   | 2                                                                      | 2,13                                                                   |
|                                                                        | Platforma Obywatelska RP                                               | 34 159                                                                 | 34 159                                                                 | 17 080                                                                 | 11 386                                                                 | 8540                                                                   | ...                                                                    | 3795                                                                   | 1                                                                      | 1,51                                                                   |
|                                                                        | Sojusz Lewicy Demokratycznej                                           | 24 967                                                                 | 24 967                                                                 | 12 484                                                                 | 8322                                                                   | 6242                                                                   | ...                                                                    | 2774                                                                   | 1                                                                      | 1,11                                                                   |
|                                                                        | Polskie Stronnictwo Ludowe                                             | 24 065                                                                 | 24 065                                                                 | 12 033                                                                 | 8022                                                                   | 6016                                                                   | ...                                                                    | 2674                                                                   | 1                                                                      | 1,07                                                                   |
|                                                                        | Liga Polskich Rodzin                                                   | 20 185                                                                 | 20 185                                                                 | 10 093                                                                 | 6728                                                                   | 5046                                                                   | ...                                                                    | 2243                                                                   | 1                                                                      | 0,89                                                                   |
| Ogółem                                                                 | Ogółem                                                                 | 203 250                                                                | —                                                                      | —                                                                      | —                                                                      | —                                                                      | —                                                                      | —                                                                      | 9                                                                      | 9                                                                      |

### Wybory parlamentarne 2007
| Komitet wyborczy                                      | Komitet wyborczy                      | Głosów  | %     | Mandaty | Wybrani posłowie                                                             |
| ----------------------------------------------------- | ------------------------------------- | ------- | ----- | ------- | ---------------------------------------------------------------------------- |
|                                                       | Prawo i Sprawiedliwość                | 120 944 | 41,42 | 4       | Antoni Macierewicz, Dariusz Seliga, Krzysztof Maciejewski, Robert Telus      |
|                                                       | Platforma Obywatelska RP              | 81 532  | 27,92 | 3       | Elżbieta Radziszewska, Włodzimierz Kula, Jacek Zacharewicz, Dorota Rutkowska |
|                                                       | Polskie Stronnictwo Ludowe            | 39 889  | 13,66 | 1       | Stanisław Witaszczyk                                                         |
|                                                       | KKW Lewica i Demokraci SLD+SDPL+PD+UP | 36 055  | 12,35 | 1       | Artur Ostrowski                                                              |
|                                                       | Samoobrona Rzeczpospolitej Polskiej   | 6631    | 2,27  | –       |                                                                              |
|                                                       | Liga Polskich Rodzin                  | 3685    | 1,26  | –       |                                                                              |
|                                                       | Polska Partia Pracy                   | 3246    | 1,11  | –       |                                                                              |
| Frekwencja: 50,66% Źródło: Państwowa Komisja Wyborcza |                                       |         |       |         |                                                                              |

Poniższa tabela przedstawia podział mandatów dla komitetów wyborczych na podstawie uzyskanych głosów, a następnie obliczonych ilorazów wyborczych na podstawie metody D’Hondta.
| Podział mandatów dla komitetów wyborczych na podstawie metody D’Hondta | Podział mandatów dla komitetów wyborczych na podstawie metody D’Hondta | Podział mandatów dla komitetów wyborczych na podstawie metody D’Hondta | Podział mandatów dla komitetów wyborczych na podstawie metody D’Hondta | Podział mandatów dla komitetów wyborczych na podstawie metody D’Hondta | Podział mandatów dla komitetów wyborczych na podstawie metody D’Hondta | Podział mandatów dla komitetów wyborczych na podstawie metody D’Hondta | Podział mandatów dla komitetów wyborczych na podstawie metody D’Hondta | Podział mandatów dla komitetów wyborczych na podstawie metody D’Hondta | Podział mandatów dla komitetów wyborczych na podstawie metody D’Hondta | Podział mandatów dla komitetów wyborczych na podstawie metody D’Hondta | Podział mandatów dla komitetów wyborczych na podstawie metody D’Hondta |
| Komitet wyborczy                                                       | Komitet wyborczy                                                       | Liczba głosów                                                          | Iloraz wyborczy                                                        | Iloraz wyborczy                                                        | Iloraz wyborczy                                                        | Iloraz wyborczy                                                        | Iloraz wyborczy                                                        | Iloraz wyborczy                                                        | Iloraz wyborczy                                                        | Mandaty                                                                | TP                                                                     |
| Komitet wyborczy                                                       | Komitet wyborczy                                                       | Liczba głosów                                                          | /1                                                                     | /2                                                                     | /3                                                                     | /4                                                                     | /5                                                                     | ...                                                                    | /9                                                                     | Mandaty                                                                | TP                                                                     |
| ---------------------------------------------------------------------- | ---------------------------------------------------------------------- | ---------------------------------------------------------------------- | ---------------------------------------------------------------------- | ---------------------------------------------------------------------- | ---------------------------------------------------------------------- | ---------------------------------------------------------------------- | ---------------------------------------------------------------------- | ---------------------------------------------------------------------- | ---------------------------------------------------------------------- | ---------------------------------------------------------------------- | ---------------------------------------------------------------------- |
|                                                                        | Prawo i Sprawiedliwość                                                 | 120 944                                                                | 120 944                                                                | 60 472                                                                 | 40 315                                                                 | 30 236                                                                 | 24 189                                                                 | ...                                                                    | 13 438                                                                 | 4                                                                      | 3,91                                                                   |
|                                                                        | Platforma Obywatelska RP                                               | 81 532                                                                 | 81 532                                                                 | 40 766                                                                 | 27 177                                                                 | 20 383                                                                 | 16 306                                                                 | ...                                                                    | 9059                                                                   | 3                                                                      | 2,64                                                                   |
|                                                                        | Polskie Stronnictwo Ludowe                                             | 39 889                                                                 | 39 889                                                                 | 19 945                                                                 | 13 296                                                                 | 9972                                                                   | 7978                                                                   | ...                                                                    | 4432                                                                   | 1                                                                      | 1,29                                                                   |
|                                                                        | KKW Lewica i Demokraci SLD+SDPL+PD+UP                                  | 36 055                                                                 | 36 055                                                                 | 18 028                                                                 | 12 018                                                                 | 9014                                                                   | 7211                                                                   | ...                                                                    | 4006                                                                   | 1                                                                      | 1,17                                                                   |
| Ogółem                                                                 | Ogółem                                                                 | 278 420                                                                | —                                                                      | —                                                                      | —                                                                      | —                                                                      | —                                                                      | —                                                                      | —                                                                      | 9                                                                      | 9                                                                      |

### Wybory parlamentarne 2011
| Komitet wyborczy                                      | Komitet wyborczy                  | Głosów  | %     | Mandaty | Wybrani posłowie                                                                      |
| ----------------------------------------------------- | --------------------------------- | ------- | ----- | ------- | ------------------------------------------------------------------------------------- |
|                                                       | Prawo i Sprawiedliwość            | 103 472 | 39,62 | 4       | Antoni Macierewicz, Robert Telus, Dariusz Seliga, Marcin Witko, Krzysztof Maciejewski |
|                                                       | Platforma Obywatelska RP          | 66 889  | 25,61 | 2       | Elżbieta Radziszewska, Dorota Rutkowska                                               |
|                                                       | Polskie Stronnictwo Ludowe        | 34 789  | 13,32 | 1       | Krystyna Ozga                                                                         |
|                                                       | Sojusz Lewicy Demokratycznej      | 23 988  | 9,19  | 1       | Artur Ostrowski                                                                       |
|                                                       | Ruch Palikota                     | 23 010  | 8,81  | 1       | Marek Domaracki                                                                       |
|                                                       | Polska Jest Najważniejsza         | 4956    | 1,90  | –       |                                                                                       |
|                                                       | Prawica                           | 2230    | 0,85  | –       |                                                                                       |
|                                                       | Polska Partia Pracy – Sierpień 80 | 1801    | 0,69  | –       |                                                                                       |
| Frekwencja: 46,78% Źródło: Państwowa Komisja Wyborcza |                                   |         |       |         |                                                                                       |

Poniższa tabela przedstawia podział mandatów dla komitetów wyborczych na podstawie uzyskanych głosów, a następnie obliczonych ilorazów wyborczych na podstawie metody D’Hondta.
| Podział mandatów dla komitetów wyborczych na podstawie metody D’Hondta | Podział mandatów dla komitetów wyborczych na podstawie metody D’Hondta | Podział mandatów dla komitetów wyborczych na podstawie metody D’Hondta | Podział mandatów dla komitetów wyborczych na podstawie metody D’Hondta | Podział mandatów dla komitetów wyborczych na podstawie metody D’Hondta | Podział mandatów dla komitetów wyborczych na podstawie metody D’Hondta | Podział mandatów dla komitetów wyborczych na podstawie metody D’Hondta | Podział mandatów dla komitetów wyborczych na podstawie metody D’Hondta | Podział mandatów dla komitetów wyborczych na podstawie metody D’Hondta | Podział mandatów dla komitetów wyborczych na podstawie metody D’Hondta | Podział mandatów dla komitetów wyborczych na podstawie metody D’Hondta | Podział mandatów dla komitetów wyborczych na podstawie metody D’Hondta |
| Komitet wyborczy                                                       | Komitet wyborczy                                                       | Liczba głosów                                                          | Iloraz wyborczy                                                        | Iloraz wyborczy                                                        | Iloraz wyborczy                                                        | Iloraz wyborczy                                                        | Iloraz wyborczy                                                        | Iloraz wyborczy                                                        | Iloraz wyborczy                                                        | Mandaty                                                                | TP                                                                     |
| Komitet wyborczy                                                       | Komitet wyborczy                                                       | Liczba głosów                                                          | /1                                                                     | /2                                                                     | /3                                                                     | /4                                                                     | /5                                                                     | ...                                                                    | /9                                                                     | Mandaty                                                                | TP                                                                     |
| ---------------------------------------------------------------------- | ---------------------------------------------------------------------- | ---------------------------------------------------------------------- | ---------------------------------------------------------------------- | ---------------------------------------------------------------------- | ---------------------------------------------------------------------- | ---------------------------------------------------------------------- | ---------------------------------------------------------------------- | ---------------------------------------------------------------------- | ---------------------------------------------------------------------- | ---------------------------------------------------------------------- | ---------------------------------------------------------------------- |
|                                                                        | Prawo i Sprawiedliwość                                                 | 103 472                                                                | 103 472                                                                | 51 736                                                                 | 34 491                                                                 | 25 868                                                                 | 20 695                                                                 | ...                                                                    | 11 497                                                                 | 4                                                                      | 3,69                                                                   |
|                                                                        | Platforma Obywatelska RP                                               | 66 889                                                                 | 66 889                                                                 | 33 445                                                                 | 22 296                                                                 | 16 722                                                                 | 13 378                                                                 | ...                                                                    | 13 378                                                                 | 2                                                                      | 2,39                                                                   |
|                                                                        | Polskie Stronnictwo Ludowe                                             | 34 789                                                                 | 34 789                                                                 | 17 395                                                                 | 11 596                                                                 | 8697                                                                   | 6958                                                                   | ...                                                                    | 3865                                                                   | 1                                                                      | 1,24                                                                   |
|                                                                        | Sojusz Lewicy Demokratycznej                                           | 23 988                                                                 | 23 988                                                                 | 11 994                                                                 | 7996                                                                   | 5997                                                                   | 4798                                                                   | ...                                                                    | 2665                                                                   | 1                                                                      | 0,86                                                                   |
|                                                                        | Ruch Palikota                                                          | 23 010                                                                 | 23 010                                                                 | 11 505                                                                 | 7670                                                                   | 5753                                                                   | 4602                                                                   | ...                                                                    | 2557                                                                   | 1                                                                      | 0,82                                                                   |
| Ogółem                                                                 | Ogółem                                                                 | 252 148                                                                | —                                                                      | —                                                                      | —                                                                      | —                                                                      | —                                                                      | —                                                                      | —                                                                      | 9                                                                      | 9                                                                      |

### Wybory parlamentarne 2015
| Komitet wyborczy                                      | Komitet wyborczy                             | Głosów  | %     | Mandaty | Wybrani posłowie |
| ----------------------------------------------------- | -------------------------------------------- | ------- | ----- | ------- | --- |
|                                                       | Prawo i Sprawiedliwość                       | 134 134 | 46,95 | 6       | Antoni Macierewicz, Grzegorz Wojciechowski, Robert Telus, Anna Milczanowska, Dariusz Kubiak, Krzysztof Maciejewski, Grzegorz Lorek |
|                                                       | Platforma Obywatelska RP                     | 44 173  | 15,46 | 2       | Elżbieta Radziszewska, Dorota Rutkowska                                                                                            |
|                                                       | KWW Kukiz’15                                 | 28 808  | 10,08 | 1       | Rafał Wójcikowski, Małgorzata Janowska                                                                                             |
|                                                       | Polskie Stronnictwo Ludowe                   | 21 364  | 7,48  | –       | |
|                                                       | KKW Zjednoczona Lewica SLD+TR+PPS+UP+Zieloni | 21 352  | 7,47  | –       | |
|                                                       | Nowoczesna Ryszarda Petru                    | 15 983  | 5,59  | –       | |
|                                                       | KORWiN                                       | 11 160  | 3,91  | –       | |
|                                                       | Partia Razem                                 | 8747    | 3,06  | –       | |
| Frekwencja: 50,26% Źródło: Państwowa Komisja Wyborcza |                                              |         |       |         | |

Poniższa tabela przedstawia podział mandatów dla komitetów wyborczych na podstawie uzyskanych głosów, a następnie obliczonych ilorazów wyborczych na podstawie metody D’Hondta.
| Podział mandatów dla komitetów wyborczych na podstawie metody D’Hondta | Podział mandatów dla komitetów wyborczych na podstawie metody D’Hondta | Podział mandatów dla komitetów wyborczych na podstawie metody D’Hondta | Podział mandatów dla komitetów wyborczych na podstawie metody D’Hondta | Podział mandatów dla komitetów wyborczych na podstawie metody D’Hondta | Podział mandatów dla komitetów wyborczych na podstawie metody D’Hondta | Podział mandatów dla komitetów wyborczych na podstawie metody D’Hondta | Podział mandatów dla komitetów wyborczych na podstawie metody D’Hondta | Podział mandatów dla komitetów wyborczych na podstawie metody D’Hondta | Podział mandatów dla komitetów wyborczych na podstawie metody D’Hondta | Podział mandatów dla komitetów wyborczych na podstawie metody D’Hondta | Podział mandatów dla komitetów wyborczych na podstawie metody D’Hondta | Podział mandatów dla komitetów wyborczych na podstawie metody D’Hondta | Podział mandatów dla komitetów wyborczych na podstawie metody D’Hondta |
| Komitet wyborczy                                                       | Komitet wyborczy                                                       | Liczba głosów                                                          | Iloraz wyborczy                                                        | Iloraz wyborczy                                                        | Iloraz wyborczy                                                        | Iloraz wyborczy                                                        | Iloraz wyborczy                                                        | Iloraz wyborczy                                                        | Iloraz wyborczy                                                        | Iloraz wyborczy                                                        | Iloraz wyborczy                                                        | Mandaty                                                                | TP                                                                     |
| Komitet wyborczy                                                       | Komitet wyborczy                                                       | Liczba głosów                                                          | /1                                                                     | /2                                                                     | /3                                                                     | /4                                                                     | /5                                                                     | /6                                                                     | /7                                                                     | /8                                                                     | /9                                                                     | Mandaty                                                                | TP                                                                     |
| ---------------------------------------------------------------------- | ---------------------------------------------------------------------- | ---------------------------------------------------------------------- | ---------------------------------------------------------------------- | ---------------------------------------------------------------------- | ---------------------------------------------------------------------- | ---------------------------------------------------------------------- | ---------------------------------------------------------------------- | ---------------------------------------------------------------------- | ---------------------------------------------------------------------- | ---------------------------------------------------------------------- | ---------------------------------------------------------------------- | ---------------------------------------------------------------------- | ---------------------------------------------------------------------- |
|                                                                        | Prawo i Sprawiedliwość                                                 | 134 134                                                                | 134 134                                                                | 67 067                                                                 | 44 711                                                                 | 33 534                                                                 | 26 827                                                                 | 22 356                                                                 | 19 162                                                                 | 16 767                                                                 | 14 904                                                                 | 6                                                                      | 4,94                                                                   |
|                                                                        | Platforma Obywatelska RP                                               | 44 173                                                                 | 44 173                                                                 | 22 087                                                                 | 14 724                                                                 | 11 043                                                                 | 8835                                                                   | 7362                                                                   | 6310                                                                   | 5522                                                                   | 4908                                                                   | 2                                                                      | 1,63                                                                   |
|                                                                        | KWW Kukiz’15                                                           | 28 808                                                                 | 28 808                                                                 | 14 404                                                                 | 9603                                                                   | 7202                                                                   | 5762                                                                   | 4801                                                                   | 4115                                                                   | 3601                                                                   | 3201                                                                   | 1                                                                      | 1,06                                                                   |
|                                                                        | Polskie Stronnictwo Ludowe                                             | 21 364                                                                 | 21 364                                                                 | 10 682                                                                 | 7121                                                                   | 5341                                                                   | 4273                                                                   | 3561                                                                   | 3052                                                                   | 2671                                                                   | 2374                                                                   | 0                                                                      | 0,79                                                                   |
|                                                                        | Nowoczesna Ryszarda Petru                                              | 15 983                                                                 | 15 983                                                                 | 7992                                                                   | 5328                                                                   | 3996                                                                   | 3197                                                                   | 2664                                                                   | 2283                                                                   | 1998                                                                   | 1776                                                                   | 0                                                                      | 0,59                                                                   |
| Ogółem                                                                 | Ogółem                                                                 | 244 462                                                                | —                                                                      | —                                                                      | —                                                                      | —                                                                      | —                                                                      | —                                                                      | —                                                                      | —                                                                      | —                                                                      | 9                                                                      | 9                                                                      |

### Wybory parlamentarne 2019
| Komitet wyborczy                                      | Komitet wyborczy                           | Głosów  | %     | Mandaty | Wybrani posłowie                                                                                                 |
| ----------------------------------------------------- | ------------------------------------------ | ------- | ----- | ------- | --- |
|                                                       | Prawo i Sprawiedliwość                     | 194 658 | 56,21 | 6       | Antoni Macierewicz, Robert Telus, Grzegorz Wojciechowski, Anna Milczanowska, Grzegorz Lorek, Małgorzata Janowska |
|                                                       | KKW Koalicja Obywatelska PO .N iPL Zieloni | 54 160  | 15,64 | 1       | Cezary Grabarczyk                                                                                                |
|                                                       | Sojusz Lewicy Demokratycznej               | 37 930  | 10,95 | 1       | Anita Sowińska                                                                                                   |
|                                                       | Polskie Stronnictwo Ludowe                 | 36 151  | 10,44 | 1       | Dariusz Klimczak                                                                                                 |
|                                                       | Konfederacja Wolność i Niepodległość       | 23 427  | 6,76  | –       | |
| Frekwencja: 61,81% Źródło: Państwowa Komisja Wyborcza |                                            |         |       |         | |

Poniższa tabela przedstawia podział mandatów dla komitetów wyborczych na podstawie uzyskanych głosów, a następnie obliczonych ilorazów wyborczych na podstawie metody D’Hondta.
| Podział mandatów dla komitetów wyborczych na podstawie metody D’Hondta | Podział mandatów dla komitetów wyborczych na podstawie metody D’Hondta | Podział mandatów dla komitetów wyborczych na podstawie metody D’Hondta | Podział mandatów dla komitetów wyborczych na podstawie metody D’Hondta | Podział mandatów dla komitetów wyborczych na podstawie metody D’Hondta | Podział mandatów dla komitetów wyborczych na podstawie metody D’Hondta | Podział mandatów dla komitetów wyborczych na podstawie metody D’Hondta | Podział mandatów dla komitetów wyborczych na podstawie metody D’Hondta | Podział mandatów dla komitetów wyborczych na podstawie metody D’Hondta | Podział mandatów dla komitetów wyborczych na podstawie metody D’Hondta | Podział mandatów dla komitetów wyborczych na podstawie metody D’Hondta | Podział mandatów dla komitetów wyborczych na podstawie metody D’Hondta | Podział mandatów dla komitetów wyborczych na podstawie metody D’Hondta | Podział mandatów dla komitetów wyborczych na podstawie metody D’Hondta |
| Komitet wyborczy                                                       | Komitet wyborczy                                                       | Liczba głosów                                                          | Iloraz wyborczy                                                        | Iloraz wyborczy                                                        | Iloraz wyborczy                                                        | Iloraz wyborczy                                                        | Iloraz wyborczy                                                        | Iloraz wyborczy                                                        | Iloraz wyborczy                                                        | Iloraz wyborczy                                                        | Iloraz wyborczy                                                        | Mandaty                                                                | TP                                                                     |
| Komitet wyborczy                                                       | Komitet wyborczy                                                       | Liczba głosów                                                          | /1                                                                     | /2                                                                     | /3                                                                     | /4                                                                     | /5                                                                     | /6                                                                     | /7                                                                     | /8                                                                     | /9                                                                     | Mandaty                                                                | TP                                                                     |
| ---------------------------------------------------------------------- | ---------------------------------------------------------------------- | ---------------------------------------------------------------------- | ---------------------------------------------------------------------- | ---------------------------------------------------------------------- | ---------------------------------------------------------------------- | ---------------------------------------------------------------------- | ---------------------------------------------------------------------- | ---------------------------------------------------------------------- | ---------------------------------------------------------------------- | ---------------------------------------------------------------------- | ---------------------------------------------------------------------- | ---------------------------------------------------------------------- | ---------------------------------------------------------------------- |
|                                                                        | Prawo i Sprawiedliwość                                                 | 194 658                                                                | 194 658                                                                | 97 329                                                                 | 64 886                                                                 | 48 665                                                                 | 38 932                                                                 | 32 443                                                                 | 27 808                                                                 | 24 332                                                                 | 21 629                                                                 | 6                                                                      | 5,06                                                                   |
|                                                                        | KKW Koalicja Obywatelska PO .N iPL Zieloni                             | 54 160                                                                 | 54 160                                                                 | 27 080                                                                 | 18 053                                                                 | 13 540                                                                 | 10 832                                                                 | 9027                                                                   | 7737                                                                   | 6770                                                                   | 6018                                                                   | 1                                                                      | 1,41                                                                   |
|                                                                        | Sojusz Lewicy Demokratycznej                                           | 37 930                                                                 | 37 930                                                                 | 18 965                                                                 | 12 643                                                                 | 9483                                                                   | 7586                                                                   | 6322                                                                   | 5419                                                                   | 4741                                                                   | 4214                                                                   | 1                                                                      | 0,99                                                                   |
|                                                                        | Polskie Stronnictwo Ludowe                                             | 36 151                                                                 | 36 151                                                                 | 18 076                                                                 | 12 050                                                                 | 9038                                                                   | 7230                                                                   | 6025                                                                   | 5164                                                                   | 4519                                                                   | 4017                                                                   | 1                                                                      | 0,94                                                                   |
|                                                                        | Konfederacja Wolność i Niepodległość                                   | 23 427                                                                 | 23 427                                                                 | 11 714                                                                 | 7809                                                                   | 5857                                                                   | 4685                                                                   | 3905                                                                   | 3347                                                                   | 2928                                                                   | 2603                                                                   | 0                                                                      | 0,61                                                                   |
| Ogółem                                                                 | Ogółem                                                                 | 346 326                                                                | —                                                                      | —                                                                      | —                                                                      | —                                                                      | —                                                                      | —                                                                      | —                                                                      | —                                                                      | —                                                                      | 9                                                                      | 9                                                                      |

### Wybory parlamentarne 2023
| Komitet wyborczy                                      | Komitet wyborczy                                                           | Głosów  | %     | Mandaty | Wybrani posłowie                                                                                     |
| ----------------------------------------------------- | -------------------------------------------------------------------------- | ------- | ----- | ------- | --- |
|                                                       | Prawo i Sprawiedliwość                                                     | 184 929 | 46,60 | 6       | Robert Telus, Antoni Macierewicz, Anna Milczanowska, Grzegorz Lorek, Paweł Sałek, Krzysztof Ciecióra |
|                                                       | KKW Koalicja Obywatelska PO .N iPL Zieloni                                 | 86 083  | 21,69 | 2       | Bogusław Wołoszański, Adrian Witczak                                                                 |
|                                                       | KKW Trzecia Droga Polska 2050 Szymona Hołowni – Polskie Stronnictwo Ludowe | 54 479  | 13,73 | 1       | Dariusz Klimczak                                                                                     |
|                                                       | Konfederacja Wolność i Niepodległość                                       | 30 247  | 7,62  | –       | |
|                                                       | Nowa Lewica                                                                | 25 340  | 6,39  | –       | |
|                                                       | Bezpartyjni Samorządowcy                                                   | 8597    | 2,17  | –       | |
|                                                       | Polska Jest Jedna                                                          | 5457    | 1,38  | –       | |
|                                                       | KWW Ruchu Dobrobytu i Pokoju                                               | 1687    | 0,43  | –       | |
| Frekwencja: 75,09% Źródło: Państwowa Komisja Wyborcza |                                                                            |         |       |         | |

Poniższa tabela przedstawia podział mandatów dla komitetów wyborczych na podstawie uzyskanych głosów, a następnie obliczonych ilorazów wyborczych na podstawie metody D’Hondta.
| Podział mandatów dla komitetów wyborczych na podstawie metody D’Hondta | Podział mandatów dla komitetów wyborczych na podstawie metody D’Hondta     | Podział mandatów dla komitetów wyborczych na podstawie metody D’Hondta | Podział mandatów dla komitetów wyborczych na podstawie metody D’Hondta | Podział mandatów dla komitetów wyborczych na podstawie metody D’Hondta | Podział mandatów dla komitetów wyborczych na podstawie metody D’Hondta | Podział mandatów dla komitetów wyborczych na podstawie metody D’Hondta | Podział mandatów dla komitetów wyborczych na podstawie metody D’Hondta | Podział mandatów dla komitetów wyborczych na podstawie metody D’Hondta | Podział mandatów dla komitetów wyborczych na podstawie metody D’Hondta | Podział mandatów dla komitetów wyborczych na podstawie metody D’Hondta | Podział mandatów dla komitetów wyborczych na podstawie metody D’Hondta | Podział mandatów dla komitetów wyborczych na podstawie metody D’Hondta | Podział mandatów dla komitetów wyborczych na podstawie metody D’Hondta |
| Komitet wyborczy                                                       | Komitet wyborczy                                                           | Liczba głosów                                                          | Iloraz wyborczy                                                        | Iloraz wyborczy                                                        | Iloraz wyborczy                                                        | Iloraz wyborczy                                                        | Iloraz wyborczy                                                        | Iloraz wyborczy                                                        | Iloraz wyborczy                                                        | Iloraz wyborczy                                                        | Iloraz wyborczy                                                        | Mandaty                                                                | TP                                                                     |
| Komitet wyborczy                                                       | Komitet wyborczy                                                           | Liczba głosów                                                          | /1                                                                     | /2                                                                     | /3                                                                     | /4                                                                     | /5                                                                     | /6                                                                     | /7                                                                     | /8                                                                     | /9                                                                     | Mandaty                                                                | TP                                                                     |
| ---------------------------------------------------------------------- | -------------------------------------------------------------------------- | ---------------------------------------------------------------------- | ---------------------------------------------------------------------- | ---------------------------------------------------------------------- | ---------------------------------------------------------------------- | ---------------------------------------------------------------------- | ---------------------------------------------------------------------- | ---------------------------------------------------------------------- | ---------------------------------------------------------------------- | ---------------------------------------------------------------------- | ---------------------------------------------------------------------- | ---------------------------------------------------------------------- | ---------------------------------------------------------------------- |
|                                                                        | Prawo i Sprawiedliwość                                                     | 184 929                                                                | 184 929                                                                | 92 465                                                                 | 61 643                                                                 | 46 232                                                                 | 36 986                                                                 | 30 822                                                                 | 26 418                                                                 | 23 116                                                                 | 20 548                                                                 | 6                                                                      | 4,37                                                                   |
|                                                                        | KKW Koalicja Obywatelska PO .N iPL Zieloni                                 | 86 083                                                                 | 86 083                                                                 | 43 042                                                                 | 28 694                                                                 | 21 521                                                                 | 17 217                                                                 | 14 347                                                                 | 12 298                                                                 | 10 760                                                                 | 9565                                                                   | 2                                                                      | 2,03                                                                   |
|                                                                        | KKW Trzecia Droga Polska 2050 Szymona Hołowni – Polskie Stronnictwo Ludowe | 54 479                                                                 | 54 479                                                                 | 27 240                                                                 | 18 160                                                                 | 13 620                                                                 | 10 896                                                                 | 9080                                                                   | 7783                                                                   | 6810                                                                   | 6053                                                                   | 1                                                                      | 1,29                                                                   |
|                                                                        | Konfederacja Wolność i Niepodległość                                       | 30 247                                                                 | 30 247                                                                 | 15 124                                                                 | 10 082                                                                 | 7562                                                                   | 6049                                                                   | 5041                                                                   | 4321                                                                   | 3781                                                                   | 3361                                                                   | 0                                                                      | 0,71                                                                   |
|                                                                        | Nowa Lewica                                                                | 25 340                                                                 | 25 340                                                                 | 12 670                                                                 | 8447                                                                   | 6335                                                                   | 5068                                                                   | 4223                                                                   | 3620                                                                   | 3168                                                                   | 2816                                                                   | 0                                                                      | 0,60                                                                   |
| Ogółem                                                                 | Ogółem                                                                     | 381 078                                                                | —                                                                      | —                                                                      | —                                                                      | —                                                                      | —                                                                      | —                                                                      | —                                                                      | —                                                                      | —                                                                      | 9                                                                      | 9                                                                      |